# خور عوقد

خور عوقد

خور عوقد محمية طبيعية تقع في سلطنة عمان، تعرض هذا الخور للعديد من التهديدات ، مما استدعى الجهات المسؤولة العمانية لإدخاله ضمن محميات الأخوار ، يقع هذا الخور بالقرب من أطراف مدينة عوقد وتبلغ مساحته 16 هكتار ، وترتاد هذه المحمية العديد من الطيور مثل طيور البلشون ومالك الحزين وأبو محجل وغيرها.
من جملة أهداف الحماية لهذا الخور هو حماية الحياة الفطرية فيه والبحث عن سبل فاعلة لاستخدام الخور في معالجات التداخل بين مياه البحر ومياه حوض صلالة واستغلال المواقع القريبة في المجالات السياحية.

## مواضيع متعلقة
محميات طبيعية في عمان